# 安本蒂-德雷基基爾縣
4°21′S 142°08′E / 4.350°S 142.133°E
安本蒂-德雷基基爾縣（英語：Ambunti-Dreikikier District），是巴布亞新畿內亞東塞皮克省的縣份之一，位於新畿內亞島東部，首府設於安本蒂，面積10,784平方公里，2011年人口71,491，人口密度每平方公里6.6人。